# Estadio Cicero
El Estadio Cicero es un estadio de usos múltiples en Asmara, Eritrea. Con una capacidad de 20.000, que se utiliza actualmente sobre todo para los partidos de fútbol. El estadio fue sede de varios partidos durante la Copa Africana de Naciones de 1968. Hoy en día, el Estadio Cicero es utilizado por el equipo de fútbol nacional de Eritrea para sus partidos de clasificación en la Copa del Mundo, CAN, la copa CECAFA y la Copa COMESA.  Mar Rojo FC, Adulis FC, Hintsa y Edaga Hamus también juegan sus partidos de nivel local en la instalación. En 2005, el estadio recibió un terreno de césped artificial, tercera generación, del programa de desarrollo "Goal" de la FIFA.